# 凱恩斯普林斯 (加利福尼亞州)
凱恩斯普林（英語：Kane Spring）是位於美國加利福尼亞州因皮里爾縣的一個非建制地區。該地的面積和人口皆未知。

## 地理
凱恩斯普林的座標為33°06′34″N 115°50′12″W / 33.10944°N 115.83667°W，而該地的平均海拔高度為-43米（即-141英尺）。